# Comuna de Brzuze
Brzuze (polaco: Gmina Brzuze) é uma gminy (comuna) na Polónia, na voivodia de Cujávia-Pomerânia e no condado de Rypiński. A sede do condado é a cidade de Brzuze.
De acordo com os censos de 2007, a comuna tem 5344 habitantes, com uma densidade 62 hab/km².

## Área
Estende-se por uma área de 86,25 km², incluindo:
- área agricola: 80%
- área florestal: 6%

## Demografia
Dados de 30 de Junho 2004:
|                      | Total   | Total | Mulheres | Mulheres | Homens  | Homens |
| -------------------- | ------- | ----- | -------- | -------- | ------- | ------ |
|                      | pessoas | %     | pessoas  | %        | pessoas | %      |
| População            | 5344    | 100   | 2703     | 50,6     | 2641    | 49,4   |
| Densidade (pop./km²) | 62      | 100   | 31,3     | 31,3     | 30,6    | 30,6   |

De acordo com dados de 2002, o rendimento médio per capita ascendia a 1488,55 zł.

## Comunas vizinhas
- Chrostkowo, Radomin, Rogowo, Rypin, Wąpielsk, Zbójno